# Hypenula opacalis
Hypenula opacalis là một loài bướm đêm trong họ Noctuidae.